# Tannenbergmonumentet
Tannenbergmonumentet var et stort tysk mindesmærke, der blev rejst nær byen Olsztynek (Hohenstein) i det nuværende Polen i 1927 for at fejre Slaget ved Tannenberg (1914), hvor tyske styrker besejrede en overlegen russisk invasionshær og sikrede, at Østpreussen forblev tysk i yderligere 30 år. I 1934 blev kisten med sejrherren i slaget Paul von Hindenburg anbragt i monumentet. Før russerne invaderede Østpreussen igen i 1945, flyttede tyskerne Hindenburgs kiste og sprængte monumentet. Kisten er nu i Elisabethkirken i Marburg. Ruinerne af monumentet blev fjernet af polakkerne 1952-1953.
Monumentet bestod af 8, 20-meter høje tårne med en ringmur imellem. Omkring monumentet blev anlagt en park, og inden i gården var Den ukendte soldats grav.
53°34′53″N 20°15′39″Ø / 53.581388888889°N 20.260833333333°Ø